# Glenea fuscipennis
Glenea fuscipennis är en skalbaggsart som beskrevs av Stefan von Breuning 1956. Glenea fuscipennis ingår i släktet Glenea och familjen långhorningar. Inga underarter finns listade i Catalogue of Life.